# Chaînon Rushan
Pour les articles homonymes, voir Rushan (homonymie).
Le chaînon Rushan est un massif montagneux situé au Tadjikistan, dans le Pamir. Il culmine à 6 083 mètres d'altitude au pic Patkhor.